# Droitwich Spa
 (juillet 2018).
Si vous disposez d'ouvrages ou d'articles de référence ou si vous connaissez des sites web de qualité traitant du thème abordé ici, merci de compléter l'article en donnant les références utiles à sa vérifiabilité et en les liant à la section « Notes et références ».
Pour les articles homonymes, voir Spa.
Droitwich Spa est une ville du Worcestershire, en Angleterre. Elle est située à environ 35 km au sud de Birmingham et à 19 km à l'ouest de Redditch.
Au moment du recensement de 2001, sa population était de 22 585 habitants.

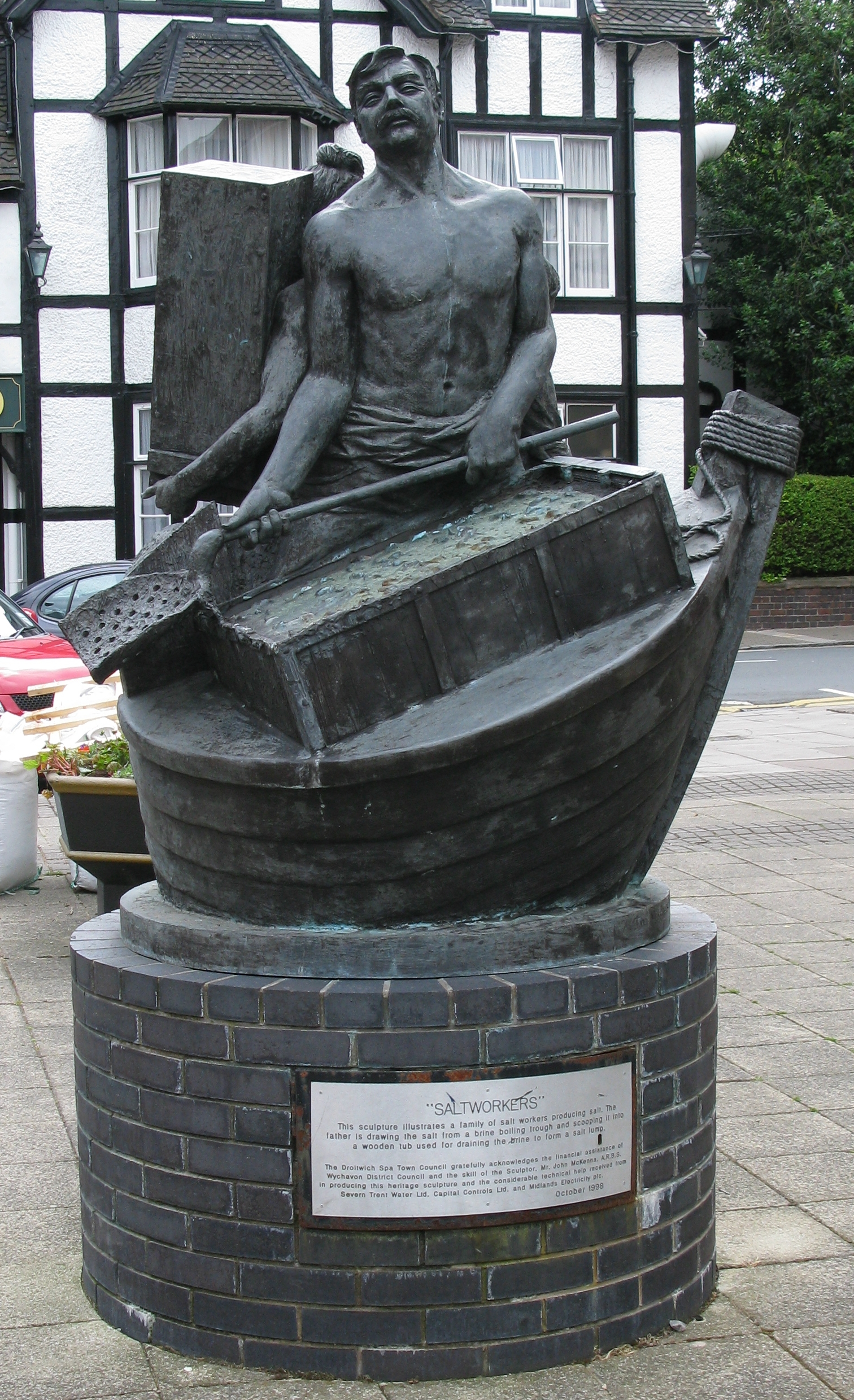
Monument aux travailleurs du sel.

## Histoire
La ville est particulièrement réputée pour ses dépôts de sel, exploités depuis l'Antiquité. Elle abrite également une station thermale depuis le XIXe siècle.

## Radio

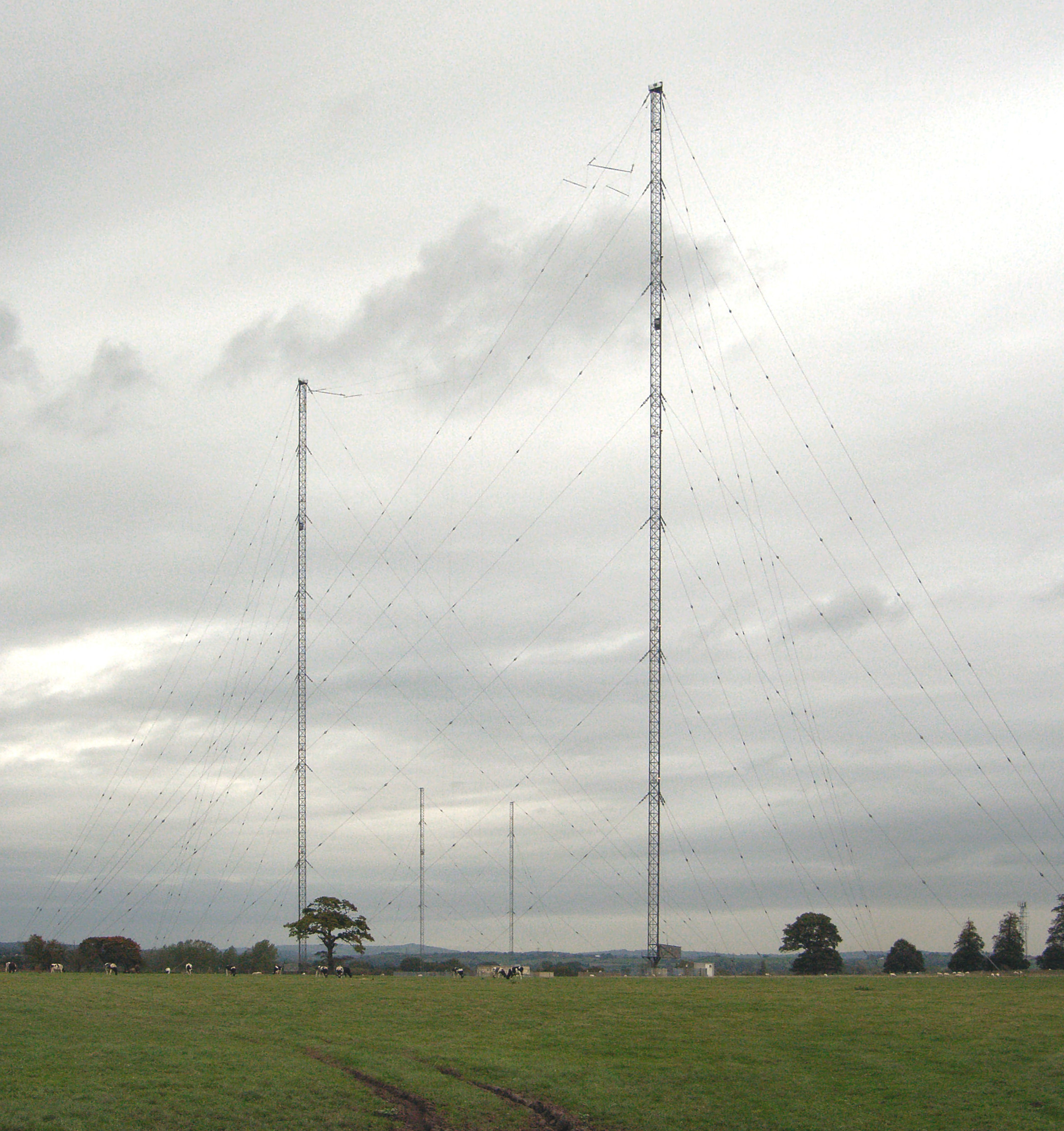
Droitwich transmitting station, Emetteur radio de la BBC

À 5 km au nord-est de Droitwich, se trouve l’installation centrale de la radiodiffusion en ondes longues du Royaume-Uni (émetteur Wychbold BBC), également utilisée pour les transmissions en ondes moyennes; (voir la station Émetteur de Droitwich). La station émettrice était située près de Droitwich, à proximité des centres peuplés des populations britanniques lors de sa création dans les années 1930. Un soin considérable a été pris pour éviter de placer les mâts au-dessus de la saumure souterraine, en raison du risque d'affaissement. À noter que des rapports anecdotiques indiquent que l'énorme bloc de sel souterrain est souhaitable pour une meilleure transmission des ondes radioélectriques.

## Jumelages
- Bad Ems (Allemagne)
- Gyula (Hongrie)
- Voiron (France)